# Guétéma
 (octobre 2021).
Si vous disposez d'ouvrages ou d'articles de référence ou si vous connaissez des sites web de qualité traitant du thème abordé ici, merci de compléter l'article en donnant les références utiles à sa vérifiabilité et en les liant à la section « Notes et références ».
 (octobre 2021).
La mise en forme du texte ne suit pas les recommandations de Wikipédia : il faut le « wikifier ».
Les points d'amélioration suivants sont les cas les plus fréquents. Le détail des points à revoir est peut-être précisé sur la page de discussion.
- Les titres sont pré-formatés par le logiciel. Ils ne sont ni en capitales, ni en gras.
- Le texte ne doit pas être écrit en capitales (les noms de famille non plus), ni en gras, ni en italique, ni en « petit »…
- Le gras n'est utilisé que pour surligner le titre de l'article dans l'introduction, une seule fois.
- L'italique est rarement utilisé : mots en langue étrangère, titres d'œuvres, noms de bateaux, etc.
- Les citations ne sont pas en italique mais en corps de texte normal. Elles sont entourées par des guillemets français : « et ».
- Les listes à puces sont à éviter, des paragraphes rédigés étant largement préférés. Les tableaux sont à réserver à la présentation de données structurées (résultats, etc.).
- Les appels de note de bas de page (petits chiffres en exposant, introduits par l'outil «  Source ») sont à placer entre la fin de phrase et le point final[comme ça].
- Les liens internes (vers d'autres articles de Wikipédia) sont à choisir avec parcimonie. Créez des liens vers des articles approfondissant le sujet. Les termes génériques sans rapport avec le sujet sont à éviter, ainsi que les répétitions de liens vers un même terme.
- Les liens externes sont à placer uniquement dans une section « Liens externes », à la fin de l'article. Ces liens sont à choisir avec parcimonie suivant les règles définies. Si un lien sert de source à l'article, son insertion dans le texte est à faire par les notes de bas de page.
- La présentation des références doit suivre les conventions bibliographiques. Il est recommandé d'utiliser les modèles {{Ouvrage}}, {{Chapitre}}, {{Article}}, {{Lien web}} et/ou {{Bibliographie}}. Le mode d'édition visuel peut mettre en forme automatiquement les références.
- Insérer une infobox (cadre d'informations à droite) n'est pas obligatoire pour parachever la mise en page.

Pour une aide détaillée, merci de consulter Aide:Wikification.
Si vous pensez que ces points ont été résolus, vous pouvez retirer ce bandeau et améliorer la mise en forme d'un autre article.
Guétéma est une commune rurale malienne, située dans le pays de la Kaarta, de l'arrondissement central de Nioro, dans le cercle de Nioro du Sahel et la région de Nioro du Sahel.

## Historique
Le premier habitant de Guétéma est venu de Dialoubé près de Mopti.
Celui-ci transportait le sel en provenance du Sahel. Ensuite il s’est installé au Sénégal à la frontière avec le Mali. Il a fondé un village du nom de Dialoubé ou Marsa. C’est ainsi que Demba Mody a quitté Dialoubé pour venir s’installer à Guétema avant Elhady Oumar Tall. 
Quand Elhady Oumar Tall est venu, ils ont combattu ensemble. En partant Elhady Oumar Tall a confié le village à Hamady Nialdy. Quand les Blancs sont venus, Alpha Amadou Diallo est devenu le chef de village suivi de Seydou Boubou, Aly Seïdy Diallo, Sali Seïdy Diallo, Demba Diallo, Bocar Diallo, Amadou Diallo, Souleymane Amadou Diallo qui est l’actuel chef de village.

## Géographie
Avec une population de plus de 10 000 habitants composée de Peulhs, la commune rurale de Guétema est limitée :
- à l’est par la commune rurale de Fassou ;
- à l’ouest par la commune rurale de Gadiaba Kadriel ;
- au nord par la commune urbaine de Nioro du Sahel ;
- au sud par la commune rurale de Simby.

## Organisation administrative
La commune rurale de Guétéma se compose de onze villages. Elle est peuplée de 8 536 habitants et est majoritairement composée de Peulh, Soninké, de Diawado, etc.

### Le bureau communal
Le bureau communal est constitué du Maire et ses adjoints est l’organe exécutif de la commune. Le Maire est le président de l’organe exécutif.

### Le conseil communal
Le conseil communal est composé de onze membres dont un bureau communal de quatre membres avec à sa tête le Maire, Samba Diallo. Ce bureau a pour attribution le pouvoir de décision par délibération exécutoire sous condition d’approbation préalable de l’autorité de tutelle.

### Les services propres
Secrétariat général, personnel, matériel, état civil, régie, etc.

## Organisation institutionnelle
(octobre 2021).
- Un conseil communal de 11 membres
- Un bureau communal de 4 membres
- 11 villages avec chacun un chef village

## Climat
Le climat est typiquement sahélien, avec une alternance de trois saisons :
- une saison des pluies (juillet à octobre). La moyenne pluviométrique se situe entre 300 et 700 mm ;
- une saison sèche et froide (novembre à février) ;
- une saison sèche et chaude (mars à juin).

## Flore et faune

### Flore
L’écosystème est constitué exclusivement par la savane arborée et souvent arbustive.
La végétation comprend en général des épineux. Mais elle offre des opportunités de cueillette à visée alimentaire : (fruit du baobab, pain de singe, nénuphar et jujube) médicinale (fruit de baobab, pomme d’acacia Sénégal, du « baracanté ») et commerciale (Gomme arabique).
On y rencontre une plante hallucinogène «almoucaïcaï».

### Faune
La faune est pauvre. Cependant nous rencontrons quelques hyènes, vipères, cobras, singes rouges (réservoir possible de fièvre jaune), des rongeurs, renards, chacals, les éperviers, les hiboux, les charognards.

## Relief
Le relief de la commune de Guétema n’est pas accidenté. Cependant, il existe dans sa partie sud-ouest une chaîne montagneuse constituée de collines et de plateaux par endroits qui sont le prolongement du Fouta-Djalon. Les terrains sont généralement plats. Ils sont constitués de sable et de cailloux (graviers et schistes). La nature du relief rend souvent difficile le déplacement.

## Réseau hydrographique
Il n’y a pas de cours d’eau important dans la commune de Guétema. Seuls existent des rivières, des marigots et des mares saisonnières. Ces cours d’eau servent l’abreuvoir au cheptel pendant une période très courte. La pluviométrie ne dépasse pas 700 mm annuel.
Pendant la saison sèche, toutes les rivières sont à sec. Ils se caractérisent par des oueds au lit ensablé et qui ne coulent que pendant l’hivernage.

## Démographie
La commune rurale de Guétéma est majoritairement composée de Peulh, Soninké et de Diawado La population totale de la commune est de 12 846 habitants.
| N° | Quartier          | Nombre d’habitants |
| -- | ----------------- | ------------------ |
| 1  | Guétema           | 4145 ........mbs   |
| 2  | Missira           | 763                |
| 3  | Sambalambé        | 640                |
| 4  | Darah             | 914                |
| 5  | Loumougnalbi      | 586                |
| 6  | Makana-Rangabé    | 833                |
| 7  | Kolomina          | 2333               |
| 8  | Baïssamboula      | 940                |
| 9  | Folonkidé-Boundou | 1227               |
| 10 | Haoudja Yéro Aly  | 371                |
| 11 | Mandala           | 94                 |

## Économie

### Agriculture
Elle est de type familial, mais de nos jours on y rencontre de plus en plus d’exploitants individuels.
La zone connaît un faible encadrement et un faible équipement en matériels agricoles. Les différentes spéculations de la zone sont entre autres : le sorgho, le mil, le maïs, le niébé associé, l’arachide, la pastèque et les courges.

### Élevage
Il occupe une place assez importante dans la localité après l’agriculture qui est de type traditionnel et extensif ; il est pratiqué par les Peuhls. L’élevage constitue une activité pour la plupart des Peuhls et une épargne pour les autres ethnies.
| Village             | Bovins | Ovins- caprins | Asins | Équins |
| ------------------- | ------ | -------------- | ----- | ------ |
| 1-Guétema           | 282    | 365            | 56    | 27     |
| 2-Missira           | 05     | 23             | 01    | 01     |
| 3-Sambalambé        | 32     | 58             | 04    | 03     |
| 4-Darah             | 16     | 54             | 04    | 05     |
| 5-Loumougnalbi      | 178    | 299            | 30    | 13     |
| 6-Makana-Rangabé    | 642    | 930            | 68    | 35     |
| 7-Kolomina          | 252    | 222            | 39    | 27     |
| 8-Baïssamboula      | -      | 02             | 01    | -      |
| 9-Folonkidé-Boundou | 13     | -              | 01    | 02     |
| 10-Haoudja Yéro Aly | 102    | 262            | 10    | 06     |
| 11-Mandala          | 10     | 64             | 6     | -      |

### Exploitation forestière
Les ressources forestières sont très limitées. Les activités d’exploitation forestière restent la cueillette des feuilles de baobab et de certains fruits comestibles (jujube et pain de singe). L’exploitation des gommiers est aussi d’une importance capitale dans la commune.